# Ozero Majevskoje
Ozero Majevskoje (ryska: Озеро Маевское) är en sjö i Belarus.   Den ligger i voblasten Vitsebsks voblast, i den norra delen av landet, 150 km nordost om huvudstaden Minsk. Ozero Majevskoje ligger 141 meter över havet. Arean är 0,19 kvadratkilometer. Den ligger vid sjön Ozero Chotlinskoje. Den sträcker sig 0,7 kilometer i nord-sydlig riktning, och 0,5 kilometer i öst-västlig riktning.
Omgivningarna runt Ozero Majevskoje är en mosaik av jordbruksmark och naturlig växtlighet. Runt Ozero Majevskoje är det ganska glesbefolkat, med 27 invånare per kvadratkilometer.